# Xanthandrus smithi
Xanthandrus smithi är en tvåvingeart som först beskrevs av Goot 1964.  Xanthandrus smithi ingår i släktet malblomflugor, och familjen blomflugor.
Artens utbredningsområde är Galápagosöarna. Inga underarter finns listade i Catalogue of Life.